# Mark Eyskens
Mark Eyskens (Lovaina, 29 de abril de 1933) foi um político da Bélgica. Ocupou o lugar de primeiro-ministro da Bélgica (ou Ministro-Presidente) de 6 de Abril de 1981 a 17 de Dezembro de 1981.

## Carreira política
Em 1962, Eyskens iniciou sua carreira política como conselheiro no gabinete do ministro da Fazenda André Dequae.
Em 1976, Eyskens tornou-se Secretário de Estado do Planejamento e Habitação da Cidade e do País (1976–1977, Tindemans I). Eyskens foi eleito pela primeira vez para a Câmara dos Representantes da Bélgica em 1977. Ele foi reeleito (eleições de 1977, 1981, 1985, 1987, 1991, 1978, 1995, 1999) e serviu até 2003.
Ele se tornou Secretário de Estado para o orçamento e assuntos flamengos (1977-1979, Tindemans II e Vanden Boeynants II), Ministro da Ajuda ao Desenvolvimento (1979-1980, Martens I, Martens II e Martens III) e Ministro das Finanças (1980-1981, Martens IV). Eyskens se tornou o 45º primeiro-ministro da Bélgica em 6 de abril de 1981, cargo que seu pai ocupou seis vezes. Seu governo entrou em colapso rapidamente em 17 de dezembro, devido a divergências sobre o financiamento da indústria siderúrgica da Valônia. Após a queda de seu governo, ele atuou como Ministro de Assuntos Econômicos (1981–1985, Martens V) e Ministro das Finanças (1985–1988, Martens VI e Martens VII). Embora originalmente não fosse membro do gabinete de Martens VIII, em 19 de junho de 1989 ele retornou ao governo quando substituiu Leo Tindemans como Ministro das Relações Exteriores (1989–1992, Martens VIII e Martens IX). Este foi o último cargo governamental que ocupou. Ele serviu como backbencher 1992–2003 e se aposentou nas eleições gerais de 2003.

## Carreira posterior
Em 18 de novembro de 1998, Eyskens foi nomeado Ministro de Estado. Nas eleições provinciais de 2006, Eyskens foi eleito para o conselho provincial de Vlaams Brabant. Ele serviu de 2007 até sua renúncia em 2009.
Eyskens é membro do Conselho Consultivo da Global Panel Foundation, membro do Conselho Consultivo do think-tank Itinera Institute e Presidente Honorário da Conferência Olivaint da Bélgica.